# Gloria (symbol)

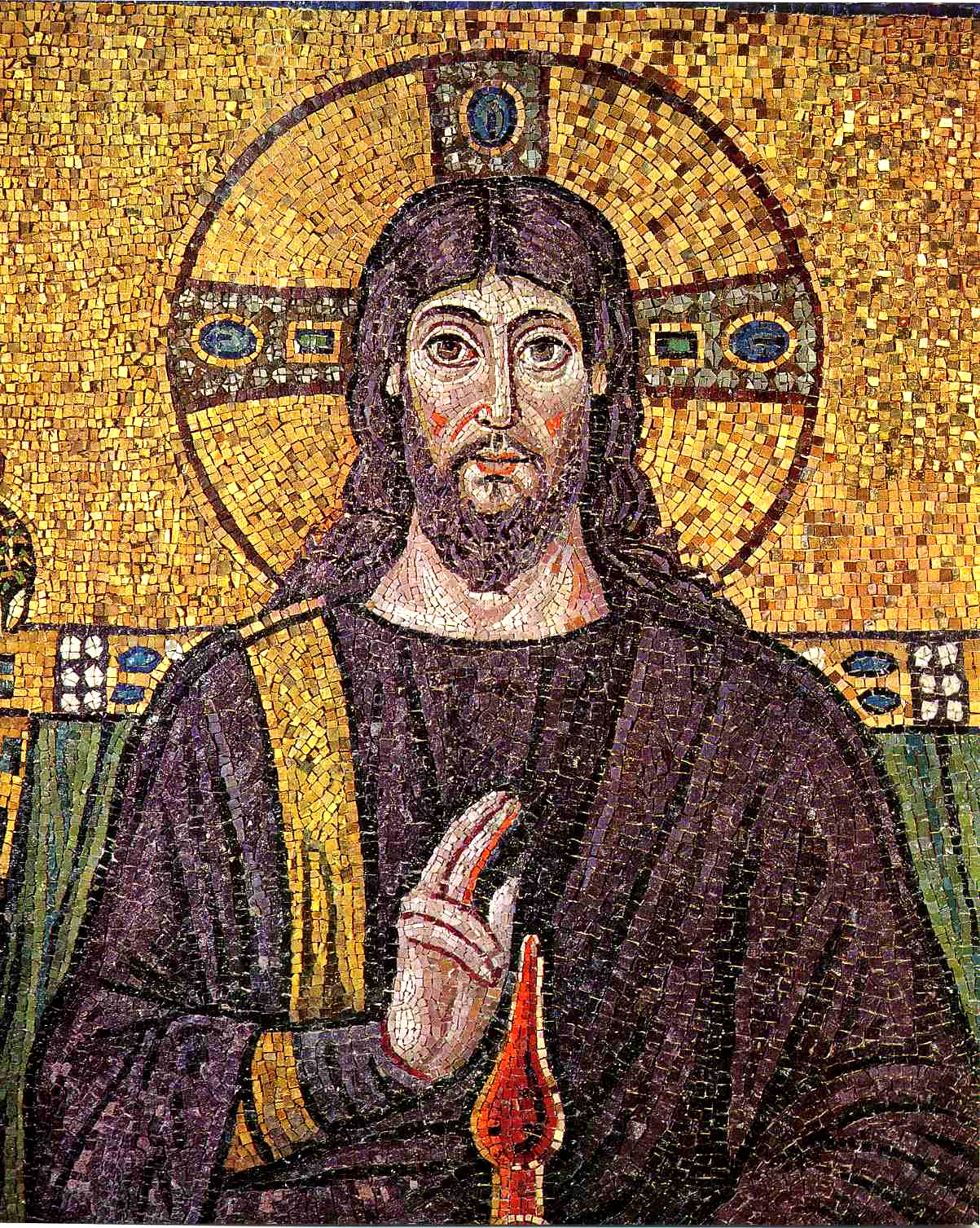
Mosaik från 600-talet som visar Jesus Kristus med korsgloria.

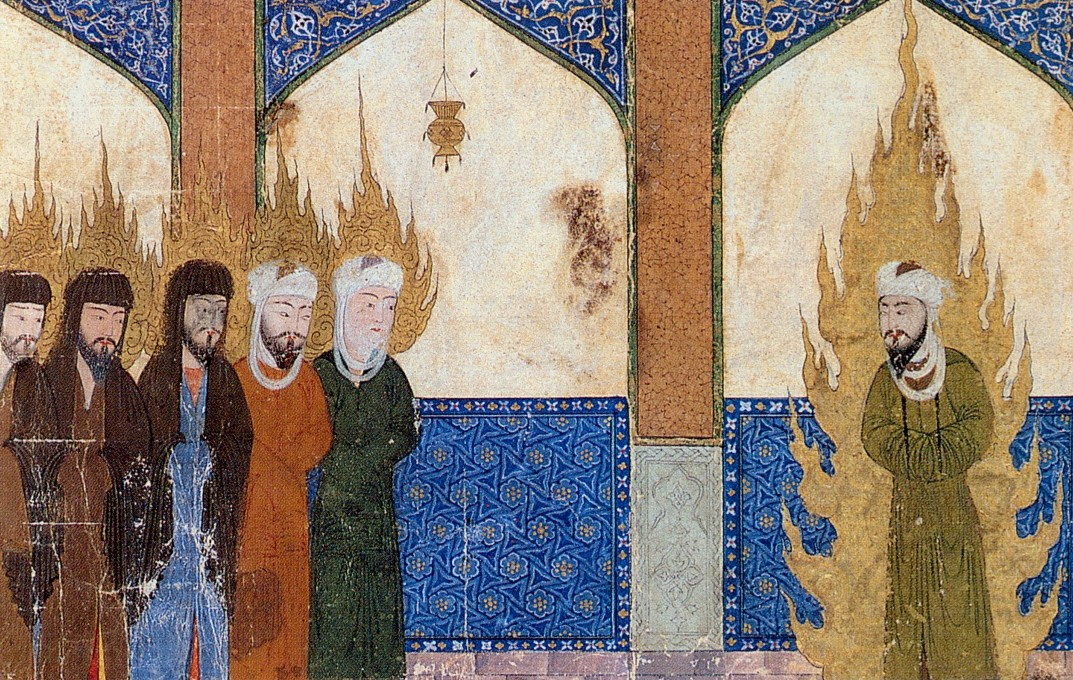
Persisk miniatyr som föreställer Mohammad (till höger) som leder andra profeter, däribland Abraham, Moses och Jesus, i bön.

Gloria (nimbus) är i konsten en markering av personers helighet, ofta i form av en skiva eller strålglans som symboliserar gudomligt ljus. I kristen konst har glorian vanligen formen av en gyllene rund skiva bakom den avbildades huvud. Glorian har sina rötter i persisk ikonografi av solguden Mithra. 
En variant på glorian är en aureola, som omger hela gestalten. Inom kyrkokonsten används aureola främst vid framställningar av Kristus, Treenigheten eller jungfru Maria.

## Korsgloria
Kristi gloria skiljer sig från andras genom tre markerade radier. Den brukar kallas korsgloria men är egentligen en treenighetssymbol.

## Medeltida konst
I medeltida konst är mandorlor, som omger hela personen i en gyllene strålkrans vanlig. Inom ortodoxa kyrkan har mandorlor fortsatt vara vanliga in i modern tid.
I medeltida persisk konst, såsom miniatyrmåleri, framställs glorian i form av en eldsflamma som täcker den avbildades huvud.

## Renässansen
Under renässansen uppkom bruket att avbilda glorian som en svävande ring över huvudet (helgongloria).